# Castilleja de Guzmán
Castilleja de Guzmán er en by og kommune i det sydlige Spanien i provinsen Sevilla. Den har et indbyggertal på 2.863 (2024) indbyggere.